# Blue October
I Blue October sono un gruppo statunitense di piano rock e di alternative rock originario di Houston, in Texas, formatosi nel 1995. I membri attuali sono Justin Furstenfeld (voce), Jeremy Furstenfeld (batteria e percussioni), Ryan Delahoussaye (violino, viola, mandolino, pianoforte e voce), Julian Mandrake (chitarra) e Matt Noveskey (basso).

## Storia del gruppo
Il gruppo si è formato a Houston (Texas) nel 1995.
Il primo album The Answers fu pubblicato nel 1998 dalla RoDan Entertainment, etichetta gestita dai genitori di Justin e Jeremy Furstenfeld, e vendette oltre 5000 copie solo a Houston. In questo periodo il gruppo è apparso più volte in radio locali ed in programmi televisivi.
Altri brani inediti di questo periodo "Rust", "Colorado 5591", "His Name Is Crazy", "Gun Metal Blue", "Dollar 30 Gravy" e "5 Day Walk" si possono trovare su YouTube.
All'inizio del 1998 il gruppo catturò l'attenzione delle etichette discografiche, i Blue October cominciarono a scrivere nuove canzoni e a rivedere il vecchio album. Le registrazioni, fatte nella casa di Justin, furono inviate alla Universal Records, con cui firmarono nel 1999 per pubblicare il secondo album "Consent to Treatment". Nel 2002 furono abbandonati dalla casa discografica.
La band registrò e autoprodusse il successivo album "History for Sale" con il nuovo chitarrista C. B. Hudson. A causa delle numerose vendite firmarono nuovamente con la Universal Records che ripubblicò l'album. "History for Sale" era in gran parte una risposta al controllo che l'etichetta aveva messo sul gruppo durante la produzione di "Consent to Treatment", ciò è evidente in brani come "Somebody" e "Inner Glow".
Grazie al singolo "Calling You", incluso nella colonna sonora di American Pie - Il matrimonio e nel terzo episodio di L'Africa nel cuore, il gruppo allargò il suo pubblico.
L'album "Argue with a Tree" fu registrato live il 4 giugno 2004 al Lakewood Theater di Dallas, in Texas.
Nel 2006 il gruppo fece varie apparizioni in programmi televisivi e il 14 novembre aprirono il concerto dei Rolling Stones a Boise, Idaho.
La canzone "Hate Me" raggiunse la posizione nº2 della classifica Billboard Modern Rock Tracks, mentre il video arrivò dodicesimo nella classifica di VH1.
Il secondo singolo estratto dall'album Foiled (2006), ossia "Into the Ocean", fu pubblicato il 17 luglio 2006. Il video musicale per la canzone ha debuttato al numero 3 su VH1 Top 20 Countdown video e ha raggiunto il primo posto a metà febbraio 2007.
Il successo dell'album portò ad un'espansione dei loro tour dagli Stati Uniti fino ad Alaska, Hawaii, Canada, Messico, Inghilterra, Francia, Irlanda, Scozia, Germania e Paesi Bassi.
L'autrice di Twilight di Stephenie Meyer è un fan dei Blue October e la loro musica ha in parte ispirato la serie di libri.
Foiled for the Last Time fu pubblicato dalla Universal Records il 25 settembre 2007. Esso contiene una versione estesa di "Foiled" e un disco registrato dal vivo.
Riguard a Approaching Normal (2009), la band ha pubblicato due versioni dell'album, ognuno con una bonus track diversa: una versione esplicita con "The End" come bonus track, e una versione pulita con "Graceful Dancing" come bonus track. "Graceful Dancing" è stato pubblicato anche alla fine del 2008 come regalo speciale per i fan iscritti alla lista e-mail della band.
Nel maggio 2009, lo show a Pittsburgh è stato annullato a causa di condizioni di sovraffollamento. Non volendo deludere i fan, la band al di fuori ha svolto un mini-concerto per la gioia dei fan.
Il 22 ottobre 2009 i Blue October hanno annunciato che il resto del tour era stato cancellato a causa di un grave attacco d'ansia di Justin, è tornato ad esibirsi al Teatro Stubb in Texas un mese o due dopo il suo attacco. Il tour è stato nuovamente programmato per il 2010.
Il successivo album Ugly Side: An Acoustic Evening With Blue October è stato registrato durante un sold-out di tre giorni a Houston, Austin e Dallas (22-25 luglio 2010) durante il quale la band ha suonato concerti acustici ogni sera (tranne in Austin). Le scelte dei brani sono state fatte dal batterista Jeremy che è accreditato come produttore dell'album.
Tutte le canzoni dell'album erano precedentemente apparse in altri album, ad eccezione della traccia "Colorado 5591", che è una canzone che parla dell'esperienza di Justin come un paziente in un ospedale psichiatrico.
L'album Any Man in America è stato registrato presso gli studi Matchbox Austin, in Texas tra l'estate del 2010 e marzo del 2011, ed è stato pubblicato 16 agosto 2011 dalla Up/Down Records di Justin e distribuito attraverso RED Distribution. L'album è stato prodotto da Tim Palmer, l'opera d'arte sulla copertina dell'album è un disegno di Justin disegnato da Bluebell, figlia di Tim Palmer, che aveva tre anni all'epoca.
Le canzoni dell'album riguardano in gran parte il divorzio di Justin e la battaglia per la custodia della figlia Blue.
Nell'agosto 2013 è uscito il settimo album in studio Sway, coprodotto da David Castell.

## Formazione
Attuale
- Justin Furstenfeld - voce, chitarra (dal 1995)
- Ryan Delahoussaye - violino, mandolino, tastiere (dal 1995)
- Jeremy Furstenfeld - batteria (dal 1995)
- Matt Noveskey - basso (1999-2003; dal 2005)
- C.B. Hudson - chitarra (2001-2011; dal 2013)

Ex membri
- Liz Mullally - basso (1995-1999)
- Brant Coulter - chitarra (2000-2001)
- Dwayne Casey - basso (2003-2004)

## Discografia
Album studio
- 1998 - The Answers
- 2000 - Consent to Treatment
- 2003 - History for Sale
- 2006 - Foiled
- 2009 - Approaching Normal
- 2011 - Any Man in America
- 2013 - Sway
- 2016 - Home
- 2018 - I Hope You're Happy
- 2020 - This Is What I Live For
- 2023 - Spinning the Truth Around

Album live
- 2005 - Argue with a Tree...
- 2007 - Foiled for the Last Time
- 2011 - Ugly Side: An Acoustic Evening with Blue October
- 2015 - Things We Do At Night (live from Texas)
- 2019 - Live From Manchester

EP
- 2006 - Foiled Again
- 2009 - Jump Rope
- 2013 - Debris